# فرودگاه آبی خلیج گیلفرد آیلند/اکو
فرودگاه آبی خلیج گیلفرد آیلند/اکو (به انگلیسی: Gilford Island/Echo Bay Water Aerodrome) یک فرودگاه همگانی است که یک باند فرود آب دارد. این فرودگاه در کشور کانادا قرار دارد و در ارتفاع ۰ متری از سطح دریا واقع شده‌است.